# Rodrigues Alves Filho
Francisco de Paula Rodrigues Alves Filho (Guaratinguetá, 30 de outubro de 1878 — Estado da Guanabara, 16 de dezembro de 1963) foi um advogado, jornalista e político brasileiro.
Foi deputado federal por São Paulo múltiplas vezes, entre 1906 e 1923, se afastando em 1924, mas voltando para o Congresso entre os anos de 1925 e 1930. Afastou-se da política depois da Revolução de 1930.
Foi filiado ao Partido Republicano Paulista (PRP) e, posteriormente, ao Partido Social Democrático (PSD), no qual concorreu a senador em 1945, sendo derrotado.

## Família e formação
Francisco de Paula Rodrigues Alves Filho nasceu em 30 de outubro de 1878, em Guaratinguetá, sendo terceiro filho de Francisco de Paula Rodrigues Alves e de Ana Guilhermina de Oliveira Borges.
Começou os primeiros estudos na cidade natal; em seguida, fez um curso preparatório em Petrópolis(RJ), além de estudar no então distrito federal, Rio de Janeiro. Na carreira acadêmica, seguiu os passos do pai, matriculando-se na Faculdade de Direito de São Paulo, em 1897, e se formando em ciências sociais e jurídicas, em 1901.
Depois de formado, passou a exercer advocacia em São Paulo. Compôs a redação do jornal "Correio Paulistano", órgão do PRP, no mesmo ano em que seu pai assumiu a presidência, 1902

## Carreira Política

### Secretário da Presidência da República
Com a posse do pai, em 15 de novembro de 1902, assumiu a Secretaria da Presidência da República, cargo em que ganhou uma vasta experiência, acompanhando as reformas urbanas de Pereira Passos e o combate à febre amarela, encabeçado por Oswaldo Cruz, ambos na capital. Pediu exoneração do cargo em fins de 1905, com o objetivo de disputar, pela primeira vez, o cargo de deputado federal, sendo substituído por Edmundo da Veiga. As eleições ocorreram em 31 de janeiro de 1906; foi eleito e tomou posse em 3 de maio de 1906.

### Deputado Federal
Eleito para a 27.ª Legislatura (1906-1908), pelo 4.º distrito de São Paulo, pelo PRP, exerceu o início de seu mandato ainda quando o pai era presidente. Votou a favor do Convênio de Taubaté, firmado entre os governadores Jorge Tibiriçá, de São Paulo, Francisco Antônio de Sales, de Minas Gerais, e Nilo Peçanha, do Rio de Janeiro. A medida estabelecia um preço mínimo para o café, estimulando as elites cafeeiras, algo que preocupou o presidente Rodrigues Alves, que não assinou.
O deputado viu o poder do pai declinar após o ocorrido, mas manteve-se firme, liderando a minoria situacionista. Votou contra a crianção da Caixa de Conversão, proposta pelo então deputado por Minas Gerais David Campista, do PRM.
Após a eleição de Afonso Pena, do PRM — em 1906 —, que foi vice-presidente durante o governo Rodrigues Alves, David Campista assume o Ministério da Fazenda, instaurando a Caixa de Conversão e o Convênio de Taubaté.
Foi reeleito para as legislaturas seguintes — 1909-1911 e 1912-1914—, exercendo a última quando o pai era presidente do Estado de São Paulo. Nas eleições de 1914, seu pai apoiou a candidatura do senador por São Paulo Campos Sales, do PRP, e do vice-presidente Venceslau Brás, do PRM. Além do apoio de São Paulo e de Minas Gerais, a candidatura também contou com o apoio das elites do Rio de Janeiro e de Pernambuco.
Na época, o senador Pinheiro Machado tinha sido impedido de se candidatar a presidência, mas com a morte inesperada de Campos Sales, sua candidatura foi cogitada para a vice-presidência, cabendo a Venceslau Brás o cargo presidencial. Rodrigues Alves Filho, a pedido do pai, contatou o general Francisco Glicério, senador por São Paulo e um dos primeiros signatários do PRP, que, por sua vez, informou o deputado por São Paulo Cincinato Braga. Cincinato, ao conversar com o presidente mineiro Bueno Brandão, velho amigo de Venceslau Brás, informou que as oligarquias mineiras não estavam dispostas a aceitar Pinheiro Machado nem como vice-presidente. A má fama era atribuída ao governo do Marechal Hermes da Fonseca e à Política das Salvações.
Por fim, Venceslau Brás foi eleito presidente e o senador pelo Maranhão, Urbano Santos, também do PRM, ascendeu à vice-presidência.
Rodrigues Alves Filho foi reeleito para a 30.ª Legislatura (1915-1917). Antes de tomar posse, já no governo Venceslau Brás, teria que alterar uma lei que impedia a posse de congressistas familiares de presidentes ou governadores. Quando foi eleito para a 28.ª e 29.ª Legislaturas, seu pai estava fora das respectivas esferas do Executivo. Agora, com a posse de Rodrigues Alves na presidência de São Paulo, cargo em que só sairia em 1916, o deputado estava impedido de assumir. 
Uma emenda, cujo relator era o deputado pelo Piauí Félix Pacheco, visava beneficiar deputados de longa data, que, por exercerem mandato há tempo, não dependiam de familiares em esferas executivas; o único beneficiado seria Rodrigues Alves Filho. O deputado consultou o presidente da República e seguiu com o projeto. Aprovado na Câmara, seguiu para a Comissão de Justiça do Senado, chefiada pelo general Francisco Glicério, que apoio o projeto. O senador Pinheiro Machado, porém, convocou os senadores para votarem contra a emenda, gerando atritos com o presidente da comissão. Após o fracasso do projeto, Pinheiro Machado convocou a comissão novamente, agora pedindo pela aprovação. Com o avanço do projeto, Pinheiro Machado mostrou seu poder político para as oligarquias paulistas, deixando claro que Rodrigues Alves Filho só prosseguiu sendo deputado por conta do apoio do senador gaúcho, que seria assassinado em 1915.
O deputado paulista foi reconduzido à casa para a 30.ª Legislatura (1915-1917) e para a 31.ª Legislatura (1918-1920). Em 1º de março de 1918, seu pai foi reeleito presidente da República, tornando-se o primeiro político do Brasil a conquistar uma reeleição. A pedido do pai, Rodrigues Alves Filho foi responsável por convidar as seguintes figuras para o governo: o general Alberto Cardoso de Aguiar,  Ministério da Guerra; o almirante Antônio Coutinho Gomes Pereira, Ministério da Marinha; o deputado por Minas Gerais Pandiá Calógeras,  Ministério da Viação. O último não chegou a receber o convite, já que as oligarquias mineiras ficaram insatisfeitas com a sua nomeação.
Rodrigues Alves, porém, não chegou a assumir o governo por contrair gripe espanhola, da qual seria vítima em 1919. Delfim Moreira, seu vice-presidente, é empossado no alto escalão, mantendo a organização ministerial até a próxima eleição, de caráter especial, em 1920.
Rodrigues Alves Filho ainda seria eleito para mais uma legislatura (1921-1923), não concorrendo nas eleições de 1924.

### Retorno Ao Congresso
Com a renúncia do deputado federal por São Paulo Plínio de Godoy, para assumir o cargo de senador estadual no mesmo estado pelo qual se elegia, foi convocada uma eleição especial, marcando a vitória e o regresso de Rodrigues Alves Filho à Câmara dos Deputados. Foi reeleito para a 34.ª Legislatura (1927-1929) e para a seguinte (1930-1932), interrompida pela Revolução de 1930, liderada por Getúlio Vargas.

### Diretor técnico do Departamento de Estatística de São Paulo
Após a dissolução do Congresso Nacional, voltou a se dedicar especialmente para o exercício da advocacia. Todavia, com a nomeação de Ademar de Barros como interventor em São Paulo, foi nomeado diretor técnico de um dos departamentos de maior estima do estado: o Departamento de Estatística. Deixou o cargo após o término do governo de Ademar de Barros, em 1941

## Vida após a Redemocratização
Após a redemocratização, com a posse de José Linhares, em 1945, disputou o cargo de senador por São Paulo, já enquanto membro do Partido Social Democrático. Foi derrotado.
Com a volta de Ademar de Barros, em 1947, ao executivo paulista, foi convidado para dirigir o jornal "A Época", do governo estadual. No cargo, rompeu com Ademar de Barros, vendeu suas ações no jornal para Erlindo Salzano, então vice-governador e opositor do chefe executivo, e saiu da diretoria. Ainda assumiria o Comitê de Propaganda Municipal, indicação do próprio governador, na tentativa de conciliar os atritos internos. Ao saber que estava sendo usado, Rodrigues Alves pede demissão do cargo.
Em 1952, sofreu um atentado: dois ex-policiais, ligados a amigos do ex-governador Ademar, dispararam seis tiros contra o ex-deputado que saiu ileso. Os indivíduos não foram presos, enfurecendo o jornalista, que passou a criticar Ademar constantemente.
Faleceu no então Estado da Guanabara, em 16 de dezembro de 1963, identificado como um grande político paulista e fervoroso crítico de Ademar de Barros.